# Leland H. Hartwell
Leland Harrison Hartwell zvaný Lee Hartwell (* 30. října 1939) je americký biolog, nositel Nobelovy ceny za fyziologii a lékařství za rok 2001. Za objev cyklinů – proteinů řídících buněčný cyklus – ji spolu s ním dostali Tim Hunt a Paul Nurse. Své objevy uskutečnil při zkoumání kvasinek Saccharomyces cerevisiae, když působil na Washingtonské univerzitě. Svou vědeckou kariéru završil jako ředitel výzkumného ústavu Fred Hutchinson Cancer Research Center v Seattlu.